# Richard Trautmann

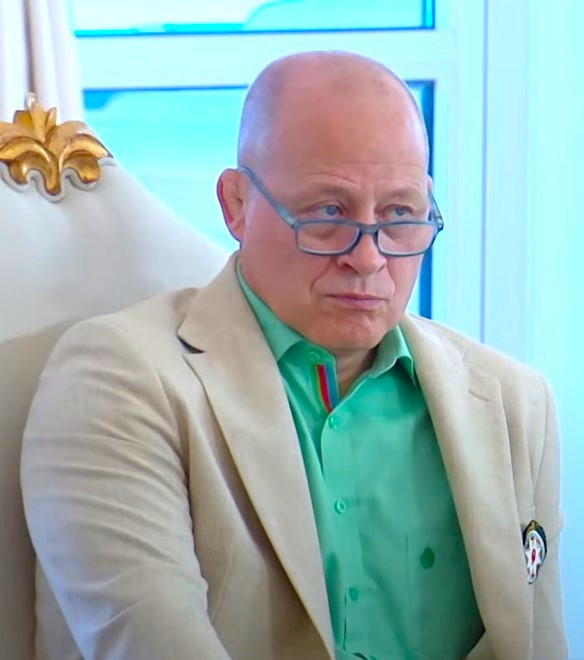
Richard Trautmann, 2024

Richard Trautmann (* 7. Februar 1969 in München) ist ein deutscher Judoka und Olympiamedaillist.
Bereits bei Jugend- und Juniorenmeisterschaften gelangen Richard Trautmann viele Erfolge, so gewann er neben Deutschen Meistertiteln im Einzel und mit der Mannschaft des TSV München Großhadern die Junioren-Europameisterschaft in der Gewichtsklasse bis 60 Kilogramm.
Die herausragendsten Erfolge seiner aktiven Karriere sind die beiden Bronze-Medaillen der Olympischen Spiele in Barcelona 1992 und Atlanta 1996. Bei Weltmeisterschaften konnte er einen dritten (1993) und einen fünften Platz (1995) erringen. Zudem erkämpfte er in der Gewichtsklasse bis 65 kg bei der Internationalen Deutschen Meisterschaft 1996 den Titel.
Für seine sportlichen Leistungen erhielt er am 23. Juni 1993 das Silberne Lorbeerblatt.
2005 wurde Richard Trautmann unter Frank Wieneke in den Trainerstab des DJB berufen. Im Dezember 2010 wurde ihm der 6. Dan-Grad (rot-weißer Gürtel) verliehen. Ab November 2016 war Trautmann als Nachfolger von Detlef Ultsch Bundestrainer des Deutschen Judo-Bundes und unterstützte seinen Heimatverein TSV Großhadern nach wie vor als Trainer. Im September 2021 wurde Trautmann überraschend als Bundestrainer des DJB in die Arbeitslosigkeit entlassen und durch den 11 Jahre jüngeren brasilianischen Judotrainer Pedro Guedes ersetzt. Seit März 2022 arbeitet Richard Trautmann als Cheftrainer der aserbaidschanischen Judo-Nationalmannschaft der Männer.